# Jacques Dupont
Jacques Dupont (Lézat-sur-Lèze, 19 de junho de 1928 - Lézat-sur-Lèze, 4 de novembro de 2019) foi um ex-ciclista francês e campeão olímpico no ciclismo de pista.
Dupont conquistou uma medalha de ouro na corrida de 1 km contrarrelógio por equipes nos Jogos Olímpicos de Verão de 1948 em Londres. Também conquistou uma medalha de bronze na prova de contrarrelógio por equipes, juntamente com José Beyaert e Alain Moineau. Venceu Paris-Tours em 1951 e 1955.